# Athanasios Petsos
Athanasios ("Thanos") Petsos (Grieks: Αθανάσιος Πέτσος) (Düsseldorf, 5 juni 1991) is een Grieks-Duits voetballer die doorgaans speelt als middenvelder. In juli 2023 verliet hij Riga. Petsos maakte in 2011 zijn debuut in het Grieks voetbalelftal.

## Clubcarrière
Petsos speelde in zijn geboorteplaats voor Düsseldorf 99 SC, maar in 2001 werd hij opgenomen in de jeugdopleiding van Bayer Leverkusen. Die doorliep hij ook en op 24 april 2010 debuteerde hij in de Bundesliga, tegen Hannover 96. In 2010 tekende hij ook zijn eerste profcontract voor vier jaar, maar hij werd wel direct voor twee seizoenen uitgeleend aan 1. FC Kaiserslautern. Na afloop van die twee jaar vertrok Petsos naar Greuther Fürth. Op 15 juli 2013 ondertekende hij een driejarige verbintenis bij Rapid Wien. Drie jaar lang speelde hij meer dan twintig competitieduels per seizoen en telkens werd hij met Rapid tweede in de Bundesliga achter Red Bull Salzburg. In januari 2016 sloeg Petsos een aanbieding voor een nieuw contract af en besloot hij de club in de zomer te gaan vertrekken. Een paar dagen later ondertekende hij een voorcontract bij Werder Bremen. In de zomer van 2016 zou de middenvelder de overstap maken naar Werder, waar hij zijn handtekening zette onder een verbintenis voor de duur van drie seizoenen. In de winterstop van het seizoen 2016/17, nadat hij pas drie keer was uitgekomen in de Duitse Bundesliga, werd de Griek door coach Alexander Nouri teruggezet naar de beloften, na het aantrekken van middenvelder Thomas Delaney. Eind januari werd Petsos voor een half jaar verhuurd aan Fulham. In de zomer van 2017 verhuurd Werder Bremen de Griek opnieuw; het seizoen 2017/18 zou hij doorbrengen bij Rapid Wien. Na die verhuurperiode bracht hij nog een jaar zonder speelminuten door in Bremen, voor hij de club verliet. In januari 2020 tekende hij voor Swarovski Tirol. Twee jaar later verkaste Petsos naar Riga.

## Clubstatistieken
| Seizoen | Club                   | Competitie   | Competitie | Competitie | Beker | Beker | Internationaal | Internationaal | Totaal | Totaal |
| Seizoen | Club                   | Competitie   | Wed.       | Dlp.       | Wed.  | Dlp.  | Wed.           | Dlp.           | Wed.   | Dlp.   |
| ------- | ---------------------- | ------------ | ---------- | ---------- | ----- | ----- | -------------- | -------------- | ------ | ------ |
| 2010/11 | Bayer Leverkusen       | Bundesliga   | 1          | 0          | 0     | 0     | —              | —              | 1      | 0      |
| 2010/11 | → 1. FC Kaiserslautern | Bundesliga   | 20         | 0          | 1     | 0     | —              | —              | 21     | 0      |
| 2011/12 | → 1. FC Kaiserslautern | Bundesliga   | 19         | 0          | 2     | 0     | —              | —              | 21     | 0      |
| 2012/13 | Greuther Fürth         | Bundesliga   | 14         | 1          | 1     | 0     | —              | —              | 15     | 1      |
| 2013/14 | Rapid Wien             | Bundesliga   | 27         | 3          | 0     | 0     | 10             | 1              | 37     | 4      |
| 2014/15 | Rapid Wien             | Bundesliga   | 27         | 1          | 3     | 0     | 1              | 0              | 31     | 1      |
| 2015/16 | Rapid Wien             | Bundesliga   | 20         | 1          | 3     | 0     | 10             | 1              | 33     | 2      |
| 2016/17 | Werder Bremen          | Bundesliga   | 3          | 0          | 0     | 0     | —              | —              | 3      | 0      |
| 2016/17 | → Fulham               | Championship | 0          | 0          | 1     | 0     | —              | —              | 1      | 0      |
| 2017/18 | → Rapid Wien           | Bundesliga   | 18         | 0          | 3     | 0     | —              | —              | 21     | 0      |
| 2018/19 | Werder Bremen          | Bundesliga   | 0          | 0          | 0     | 0     | —              | —              | 0      | 0      |
| 2019/20 | Swarovski Tirol        | Bundesliga   | 14         | 1          | 1     | 0     | —              | —              | 15     | 1      |
| 2020/21 | Swarovski Tirol        | Bundesliga   | 29         | 1          | 2     | 0     | —              | —              | 31     | 1      |
| 2021/22 | Swarovski Tirol        | Bundesliga   | 17         | 2          | 3     | 0     | —              | —              | 20     | 2      |
| 2022    | Riga                   | Virslīga     | 21         | 0          | 1     | 0     | —              | —              | 22     | 0      |
| Totaal  | Totaal                 | Totaal       | 230        | 10         | 21    | 1     | 21             | 2              | 272    | 13     |

Bijgewerkt op 27 december 2024.

## Interlandcarrière
Petsos debuteerde op 10 augustus 2011 in het Grieks voetbalelftal. Op die dag werd er met 0–0 gelijkgespeeld tegen Bosnië en Herzegovina. De middenvelder begon als reserve op de bank, maar van bondscoach Fernando Santos mocht hij zeven minuten voor tijd het veld betreden in de plaats van Kostas Katsouranis. De andere debutant dit duel was Giannis Zaradoukas (Ethnikos).
| Interlands van Athanasios Petsos voor Griekenland | Interlands van Athanasios Petsos voor Griekenland | Interlands van Athanasios Petsos voor Griekenland | Interlands van Athanasios Petsos voor Griekenland | Interlands van Athanasios Petsos voor Griekenland | Interlands van Athanasios Petsos voor Griekenland | Interlands van Athanasios Petsos voor Griekenland |
| №                                                 | Datum                                             | Wedstrijd                                         | Uitslag                                           | Competitie                                        | Goals                                             |                                                   |
| Als speler bij 1. FC Kaiserslautern               | Als speler bij 1. FC Kaiserslautern               | Als speler bij 1. FC Kaiserslautern               | Als speler bij 1. FC Kaiserslautern               | Als speler bij 1. FC Kaiserslautern               | Als speler bij 1. FC Kaiserslautern               | Als speler bij 1. FC Kaiserslautern               |
| ------------------------------------------------- | ------------------------------------------------- | ------------------------------------------------- | ------------------------------------------------- | ------------------------------------------------- | ------------------------------------------------- | ------------------------------------------------- |
| 1                                                 | 10 augustus 2011                                  | Bosnië en Herzegovina – Griekenland               | 0 – 0                                             | Vriendschappelijk                                 |                                                   |                                                   |
| Als speler bij Rapid Wien                         |                                                   |                                                   |                                                   |                                                   |                                                   |                                                   |
| 2                                                 | 17 november 2015                                  | Turkije – Griekenland                             | 0 – 0                                             | Vriendschappelijk                                 |                                                   |                                                   |
| 3                                                 | 24 maart 2016                                     | Griekenland – Montenegro                          | 2 – 1                                             | Vriendschappelijk                                 |                                                   |                                                   |
| 4                                                 | 29 maart 2016                                     | Griekenland – IJsland                             | 2 – 3                                             | Vriendschappelijk                                 |                                                   |                                                   |

Bijgewerkt op 27 december 2024.